# Goniothalamus cauliflorus
Goniothalamus cauliflorus är en kirimojaväxtart som beskrevs av Karl Moritz Schumann. Goniothalamus cauliflorus ingår i släktet Goniothalamus och familjen kirimojaväxter. Inga underarter finns listade i Catalogue of Life.